# Rarefacció (ecologia)

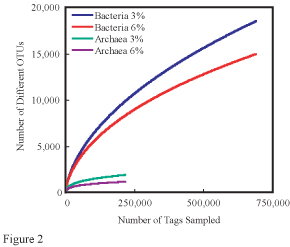
Un conjunt de corbes de rarefacció d'un estudi de biologia de la NASA

En ecologia, la rarefacció és una tècnica per avaluar la riquesa d'espècies a partir de resultats de mostreig. La rarefacció permet calcular la riquesa d'espècies per a un nombre determinat de mostres individuals, a partir de la construcció de les anomenades corbes de rarefacció. Aquesta corba és una gràfica del nombre d'espècies (y) en funció del nombre de mostres analitzades (x). Les corbes de rarefacció generalment creixen ràpidament al principi, a mida que es troben les espècies més comunes, però acaben assolint un altiplà, que correspon a les poques espècies rares que queden per trobar quan s'analitzen mostres més grans.
Un problema que es dona quan s'estudien diverses espècies en una comunitat és que com més gran sigui el nombre d'individus mostrejats, més espècies es trobaran. Les corbes de rarefacció es creen tornant a mostrejar aleatòriament el conjunt de N mostres diverses vegades i després dibuixant el nombre mitjà d'espècies trobades a cada mostra (1, 2, 3, ... N). "Així, la rarefacció genera el nombre esperat d'espècies en una petita col·lecció de n individus (o n mostres) extretes a l'atzar del gran grup de N mostres".

## Història
La tècnica de la rarefacció va ser desenvolupada l'any 1968 per Howard Sanders en un assaig de biodiversitat d'ecosistemes bentònics marins mentre buscava un model de diversitat que li permetés comparar dades de riquesa d'espècies en conjunts de diferents mides. Sanders va desenvolupar les corbes de rarefacció com a mètode per comparar la forma d'una corba en lloc del nombre absolut d'espècies.
Després del desenvolupament inicial de Sanders, la tècnica de rarefacció ha estat revisada en diverses ocasions. En un article que criticava mètodes d'estudi de la biodiversitat, Stuart Hurlbert perfeccionà el problema que ell veia en el mètode de rarefacció de Sanders, el qual sobreestimava el nombre d'espècies en funció de la mida de la mostra, i intentà refinar els seus mètodes. El tema de la sobreestimació també va ser tractat per Daniel Simberloff, mentre que Ken Heck va fer altres millores en la rarefacció com a tècnica estadística el 1975.
Avui dia, la rarefacció ha crescut com una tècnica no només per mesurar la diversitat d'espècies, sinó també per comprendre la diversitat a nivells taxonòmics més alts. Amb més freqüència, es mostren el nombre d'espècies per predir el nombre de gèneres d'una comunitat concreta. Tècniques similars havien estat utilitzades per determinar aquest nivell de diversitat en diversos estudis anteriors a Sanders. Les tècniques de rarefacció s'han utilitzat per quantificar la diversitat d'espècies en ecosistemes recentment estudiats (per exemple, els microbiomes humans), així com en estudis sobre ecologia comunitària (per exemple, entendre els impactes que la contaminació té sobre diverses comunitats) i en aplicacions de gestió ambiental.

## Derivació
Derivació de la rarefacció:
- N = nombre total d'elements
- K = nombre total de grups
- N i = el nombre d'elements del grup i (i = 1, ..., K )
- M j = nombre de grups formats per j elements

D'aquestes definicions es desprèn que:
{\displaystyle \sum _{i=1}^{K}N_{i}=N}

 {\displaystyle \sum _{j=1}^{\infty }M_{j}=K}

 {\displaystyle \sum _{j=1}^{\infty }jM_{j}=N}
En una mostra enraritzada hem escollit una submostra aleatòria n del total de N elements. En una mostra enraritzada, alguns grups poden ser absents. Per tant, deixem:
{\displaystyle X_{n}=} el nombre de grups encara presents a la submostra de n elements
És cert que {\displaystyle X_{n}} és menor que K sempre que falti almenys un grup d'aquesta submostra. Per tant, la corba de rarefacció, {\displaystyle f_{n}} es defineix com:
{\displaystyle f_{n}=E[X_{n}]=K-{\binom {N}{n}}^{-1}\sum _{i=1}^{K}{\binom {N-N_{i}}{n}}}
D'això se'n dedueix que 0 ≤ f(n) ≤ K. A més, {\displaystyle f(0)=0,f(1)=1,f(N)=K}. Tot i estar definits en valors discrets de n, aquestes corbes es mostren amb més freqüència com a funcions contínues.

## Ús correcte
Les corbes de rarefacció són necessàries per estimar la riquesa d'espècies. Els recomptes de riquesa d'espècies en brut, que s'utilitzen per crear corbes d'acumulació, només es poden comparar quan la riquesa d'espècies ha arribat a una asímptota clara. Les corbes de rarefacció produeixen línies més suaus que faciliten les comparacions punt a punt o comparacions de conjunts de dades complets.
El nombre d'espècies es pot representar en funció del nombre d'individus mostrejats o del nombre de mostres preses. L'enfocament basat en mostres té en compte les irregularitats de les dades que resulten dels nivells naturals d'heterogeneïtat de la mostra. Tanmateix, quan s'utilitzen corbes de rarefacció basades en mostres per comparar la riquesa de tàxons a nivells comparables d'esforç de mostreig, el nombre de tàxons s'ha de representar en funció del nombre acumulat d'individus, no del nombre acumulat de mostres, perquè els conjunts de dades poden diferir sistemàticament en el nombre mitjà d'individus per mostra.
Tanmateix, el nombre d'espècies trobades no es pot dividir pel nombre d'individus mostrejats per tal de corregir les diferents mides de mostra. En fer això, suposaríem que el nombre d'espècies augmenta linealment amb el nombre d'individus presents, cosa que no sempre és certa.
L'anàlisi de rarefacció suposa que els individus d'un entorn estan distribuïts aleatòriament, la mida de la mostra és prou gran, les mostres són taxonòmicament similars i totes les mostres s'han près de la mateixa manera. Si no es compleixen aquestes hipòtesis, les corbes resultants probablement seran esbiaixades.

## Precaucions i crítiques
La rarefacció només funciona bé quan cap tàxon és extremadament rar o comú  o quan la diversitat beta és molt alta. La rarefacció suposa que el nombre d'ocurrències d'una espècie reflecteix la intensitat del mostreig, però si un tàxon és especialment comú o rar, el nombre d'ocurrències estarà relacionat amb l'extrem del nombre d'individus d'aquesta espècie, no amb la intensitat del mostreig.
Aquesta tècnica no té en compte tàxons específics, sinó que examina el nombre d'espècies presents en una mostra determinada sense mirar quines espècies son representades en les mostres. Així, dues mostres que contenen 20 espècies cadascuna poden tenir composicions completament diferents.
A més, la tècnica no reconeix l'abundància d'espècies, sinó només la seva riquesa. Una veritable mesura de la diversitat explica tant el nombre d'espècies presents com l'abundància relativa de cadascuna.
Adicionalment, una de les seves assumpcions és molt poc realista: la distribució espacial aleatòria dels individus.
Per acabar, la tècnica de rarefacció no proporciona una estimació de la riquesa asimptòtica, de manera que no es pot utilitzar per extrapolar les tendències de riquesa d'espècies en mostres molt més grans o més petites.